# Рождественно (городской округ Калуга)
Рожде́ственно — деревня в городском округе Калуга Калужской области России.

## География
Деревня находится в центральной части Калужской области, в зоне хвойно-широколиственных лесов, в пределах северо-западного склона Среднерусской возвышенности, к востоку от реки Ока, при автодороге 29Н-513, на расстоянии примерно 1 км (по прямой) к юго-западу от города Калуга, административного центра области и округа. Абсолютная высота — 181 м над уровнем моря.

### Климат
Климат характеризуется как умеренно континентальный, с тёплым летом и холодной снежной зимой. Среднегодовая многолетняя температура воздуха составляет 3,8 °С. Средняя температура воздуха самого тёплого месяца (июля) — 17,6 °C (абсолютный максимум — 38 °C); самого холодного (января) — −10 °C (абсолютный минимум — −46 °C). Безморозный период длится в среднем 149 дней. Среднегодовое количество атмосферных осадков составляет 738 мм, из которых большая часть (467 мм) выпадает в тёплый период. Снежный покров держится в течение 139 дней.

### Часовой пояс
Деревня Рождественно, как и вся Калужская область, находится в часовой зоне МСК (московское время). Смещение применяемого времени относительно UTC составляет +3:00.

## Население
| 2002 | 2010 | 2022 |
| ---- | ---- | ---- |
| 68   | ↗119 | ↗164 |

### Половой состав
По данным Всероссийской переписи населения 2010 года, в гендерной структуре населения мужчины составляли 47,9 %, женщины — соответственно 52,1 %.

### Национальный состав
Согласно результатам переписи 2002 года, в национальной структуре населения русские составляли 99 %.

## Достопримечательности
В селе находится православный храм во имя Рождества Христова, построенный в 1859 году.